# Le Voleur (film, 1967)
Pour les articles homonymes, voir Le Voleur.
Pour plus de détails, voir Fiche technique et Distribution.
Le Voleur est un film français réalisé par Louis Malle, sorti en 1967.

## Synopsis
L'action principale se déroule au début des années 1890. Une nuit, Georges Randal, alors qu'il cambriole une villa, revient sur sa carrière de voleur. Orphelin sous la tutelle de son oncle, il revient à Paris une fois ses études terminées, où il pense épouser Charlotte, sa cousine. Ne l'attendent que des désillusions : l'oncle a détourné sa fortune et sa cousine est promise à un autre. Lors de la soirée des fiançailles, par dépit et par vengeance, il vole les bijoux de la famille du fiancé et s'enfuit. Charlotte connaît intuitivement l'identité du voleur, mais ne dit rien. Dans le train qui l'en éloigne, Georges retrouve l'abbé La Margelle rencontré lors de la soirée, qui est en fait un voleur lui-même et dirige une bande de truands, à Bruxelles. Il présente Georges à Roger la Honte, cambrioleur émérite qui devient son professeur. À mesure que son expérience et sa renommée s'affirment, il devient une figure importante des milieux interlopes.

## Fiche technique
- Réalisation : Louis Malle
- Assistants  réalisateur : Patrick Bureau et Juan Luis Buñuel
- Scénario : Jean-Claude Carrière et Louis Malle, d'après le roman du même nom de Georges Darien
- Dialogues : Daniel Boulanger
- Photographie : Henri Decaë
- Musique : Henri Lanoë
- Décors : Jacques Saulnier
- Costumes : Paulette Breil
- Photographe de plateau : Vincent Rossell
- Sociétés de production : NEF (Nouvelles Éditions de Films), Artistes Associés
- Pays de production :  France
- Genre : Comédie dramatique
- Durée : 120 minutes (2 h 0)
- Date de sortie : 
  - France : 22 février 1967
- Box-office France : 1 225 255 entrées
- Affiche : René Ferracci (France)

## Distribution
- Jean-Paul Belmondo : Georges Randal
- Geneviève Bujold : Charlotte Randal
- Christian Lude : Urbain Randal, oncle et tuteur de Georges
- Bernadette Lafont : Marguerite, la bonne des Montareuil
- Julien Loisel : M. de Montareuil
- Monique Mélinand : Mme de Montareuil
- Christian de Tillière : Armand de Montareuil, le fiancé de Charlotte
- Julien Guiomar : l'abbé Félix La Margelle
- Paul Le Person : Roger Voisin dit Roger-La-Honte
- Marie Dubois : Geneviève Delpiels
- Françoise Fabian : Ida
- Marlène Jobert : Broussaille, sœur de Roger-la-Honte
- Roger Crouzet : Mouratet
- Martine Sarcey : Renée Mouratet
- Gaston Meunier : un invité chez Mouratet
- Charles Denner : Jean-François Cannonier
- Madeleine Damien : Marie-Jeanne
- Maurice Auzel : Marcel
- Jean-Luc Bideau : l'Huissier anglais
- Jean Champion : le patron de l'hôtel de la Biche
- Odette Piquet : la patronne de l'hôtel de la Biche (rôle coupé)
- Nicole Chollet : la patronne du restaurant
- Irène Daix : la gouvernante anglaise
- Jacques David : l'homme volé
- Jacques Debary : le député Courbassol
- Marc Dudicourt : Georges Antoine, l'homme au tambour
- Duncan Elliott : le receleur anglais
- Pierre Étaix : le pickpocket de Dieppe
- Gilbert Servien : le complice du pickpocket
- Gabriel Gobin : le père Voisin
- Nane Germon : la mère Voisin
- Jacques Gheusi : le professeur Boileau
- Fernand Guiot : Emile Van der Busch
- Jacqueline Staup : Mme Van der Busch
- Dario Meschi : le patron de l'hôtel du « Roi Salomon »
- Paul Vally : Me Vivonne, le notaire d'Urbain Randal

## Autour du film
- Louis Malle s'est librement inspiré du livre de Georges Darien, romancier engagé contre le parlementarisme, le cléricalisme, le militarisme, le colonialisme, etc. Le cinéaste en fait une lecture toute personnelle en s'identifiant au personnage de Randal. Il a lui-même noté ces points communs : même origine sociale, même révolte contre la bourgeoisie conservatrice, même désir de rupture et de destruction. Le Voleur n'est pas qu'un film d'aventure, c'est aussi une réflexion sur le pouvoir et l'argent.
- De son côté, Jean-Paul Belmondo déclare à propos de son rôle : « Il devient voleur d'abord par dépit puis le reste par plaisir. ».
- Belmondo récite un extrait des Lettres de mon  moulin de Daudet.
- Roger Crouzet, qui incarna Alphonse Daudet, joue dans le film le rôle de l'assistant de Courbassol.
- Le film est présenté au Festival international du film de Moscou 1967.